# 소말리인 귀족제

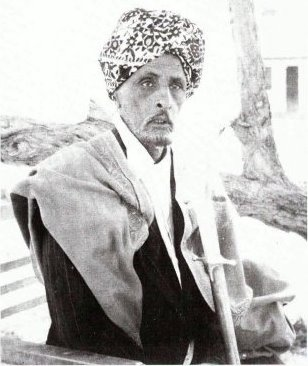
와르상겔리 술단국의 술단(술탄) 마하무드 칼리 시레.

소말리인 귀족제란 소말리인들이 수립한 여러 군주정체들에서 존재한 귀족작위체계다. 본 항목에서는 통치작위 뿐 아니라 이슬람 존칭이나 관직명도 함께 수록한다.

## 작위

### 남성 작위

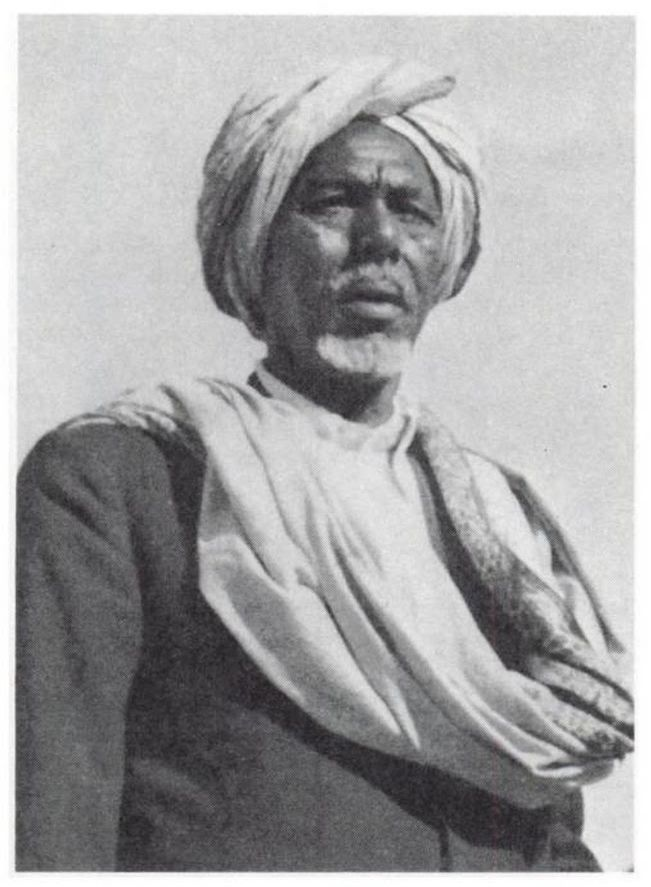
이사크 씨족의 대술단 압딜라히 술단 데리아.

- 술단(소말리어: Suldaan): 아랍어 술탄에서 비롯되었다. 식민지화되기 전 및 식민지 시절 여러 통치자들이, 특히 이사크 씨족에서 애용했다.[1] 유명한 소말리인 술단으로는 모가디슈 술단국의  초대 술단 파크르 앗딘, 가르하지스 씨족의 술단이자 다라위시 운동 지도자 중 한 명인 누르 아흐메드 아만,[2] 와르상겔리 술단국의 초대 술단 마하무드 칼리 시레, 19세기 초 마제르텐 술단국의 마하무드 4세 하와다네, 호브요 술단국의  창업군주 유수프 알리 케나디드, 겔레디 술단국의 창업군주 이브라힘 아데르 등이 있다.
- 우가즈(소말리어: Ughaz): 외래어인 "술단"의 소말리어 고유어 표현. 주로 북부와 서부, 특히 에티오피아의 소말리인 거주지역에서 사용되었다. 남부나 동부에서도 사용되지 않은 것은 아니다.[1][3] 가다부르시 씨족은 현재까지도 우가즈가 씨족 지도자를 지내고 있다. 또한 다로드 씨족의 하위 씨족인 디시셰 씨족에서도 수 세기 전까지 올라가는 씨족장 칭호를 우가스(Ugas)라고 했다.[4][5][6]
- 보코르(소말리어: Boqor: 사전적 의미는 왕(王).[7] 하지만 실제로는 동배중 제1인자, 왕중왕이라는 용법으로 사용되었다.[8] 보코르라는 말은 아프로아시아어족에 속하는 소말리어의 "혁대"를 의미하는 말에서 파생되었다. 혁대가 허리를 졸라매듯이 공동체를 하나로 묶는 역할이라는 뜻이다.[1] Kobishchanow (1987)에 따르면 "보코르"는 오늘날의 수단에 위치한 나일강변 국가 메로에의 군주 호칭("전하") 파카르(Paqar)와 관계가 있다고 한다.[9] 소말리어의 호칭 다수가 "보코르"를 어원으로 두고 있으며, 또한 "군주국/왕국/제국"을 소말리어로 보코르토요(소말리어: Boqortooyo), "왕족/귀족/고관대작"을 보코르니모(소말리어: Boqornimo),[10] 군주의 신분, "왕위/제위"는 보코르티니모(소말리어: Boqortinnimo)라고 한다.[11] 역사적으로 보코르 작위는 주로 동북부의 푼틀란드에서 사용되었다.[1] 보코르로서 가장 유명한 사람은 19세기에 마제르텐 술단국을 다스린 키스만 3세 마하무드가 있다. 또한 가다부르시 씨족에서는 "왕과 100인의 법(소말리어: heerka boqorka iyo boqolka nin)"이라는 것이 있다.[12]
- 게라드/가라드(소말리어: Gerad/Garad): 술단과 상호 교체될 수 있는 동의어로 종종 쓰인다. 어원을 따져보면 "지혜", "정신", "이해" 같은 뜻이다. Basset (1952)에 따르면, 게라드 작위는 중세 에티오피아의 무슬림 지역의 지방관의 경칭이었던 "알자라드(al-Jaraad)"와 관련이 있다고 한다. 게라드는 역사적으로 소말리아 북부에서 쓰였다.[1] 유명한 게라드로는 와르상겔리 술단국의 창업군주 게라드 디딘,[13] 항구도시 제일라 주위로 튼튼한 방벽을 쌓은 게라드 라도(Gerad Lado)가 있다.[14]
- 이맘(소말리어: Imam): 국가원수라는 뜻으로 쓰인다.[15] 특히 아달 술탄국과 아주란 술단국에서 사용되었다. 유명한 이맘으로는 중세에 에티오피아를 여러 차례 턴(아비시니아-아달 전쟁) "왼손잡이" 아흐마드 이븐 이브리힘 알가지가 있다.
- 에미르(소말리어: Emir): 아달 술단국의 지도자들이 사용했다. 또한 아주란 술단국에서 군사령관들의 작위로 사용되었다. 유명한 에미르로는 하라르 에미르로서 도시 주위에 거대한 방벽 주골(Jugol)을 세운 누르 이븐 무자히드가 있다.
- 아미르(소말리어: Amir): 왕자. 보코르 또는 술단의 아들.[16] 유명한 왕자로는 호브요 술단 유수프 알리 케나디드의 아들 알리 유수프 케나디드가 있다.
- 이나 보코르(소말리어: Ina Boqor): 왕자.[16] 아주란 술단국에서 사용했다.
- 와지르(소말리어: Wazir): 각료 또는 세금징수관. 북부의 마제르텐 술단국과 호브요 술단국, 남부의 아주란 술단국에서 사용되었다. 또한 와지르는 중세 모가디슈 술단국에서 궁정 칭호로도 사용되었다. 모로코 탐험가 이븐 바투타가 1331년 모가디슈를 방문했을 때 모가디슈는 북부의 바르바라에서 내려온 술단이 다스렸는데, 술단은 와지르, 법무관, 사령관, 환관 등 관리들을 거느렸다.[17] 소말리인 장군 압둘라히 아흐메드 이로의 외할아버지도 와지르였다.[18]
- 보코르티셰(소말리어: Boqortiishe): 부왕.[10] 주로 아주란 술단국에서 왕을 대리해 식민지를 다스렸다. 유명한 보코르티셰로는 몰디브를 다스린 압드 알아지즈가 있다.
- 와킬보코르(소말리어: Wakiil-Boqor): 부왕을 가리키는 다른 칭호.[19]
- 나이브(소말리어: Na'ib/Naïb): 궁내관 또는 술단의 대리자. 병사들이 걷어온 공물을 관리하는 것 따위의 일을 맡아 했다. 아주란 술단국, 마제르텐 술단국, 호브요 술단국에서 사용되었다.[20]
- 카디(소말리어: Qadi): 수석법관. 북부에서 주로 쓰이지만 남부의 아주란 술단국에서도 쓰였다. 유명한 카디로는 19세기의 외교관, 역사가, 시인, 학자였던 압드 알아지즈 알아마위가 있다. 또한 소말리어를 표기하는 보라마 문자의 고안자 압두라흐만 셰이크 누르의 부친도 카디였다.[21]

### 여성 작위
- 보코라드(소말리어: Boqorad): 보코르, 즉 군주의 아내. 후비(后妃).[22]
- 아미라드(소말리어: Amirad): 아미르의 여성형. 왕녀.[16]
- 이나보코르(소말리어: Ina Boqor): 보코르의 딸. 왕녀.[16]

## 종교지도자
- 셰이크(소말리어: Sheikh): 고위 무슬림 성직자 와다드(소말리어: wadaad)의 경칭. 약칭은 "Sh".[23] 유명한 셰이크로는 북소말리아의 초기 무슬림 지도자 압디라흐만 빈 이스마일 알자바르티, 하라르의 수호성인 아바디르 우마르 아르리다, 카이로 리와크의 셰이크로 나폴레옹의 이집트 침공을 기록한 압드 알라흐만 알자바르티, 동아프리카의 카디르파 수피즘 확산에 지대한 역할을 한 압드 알라흐만 빈 아흐마드 알자일라이, 19세기의 학자, 시인, 점성술사 셰이크 수피, 신학자 압달라 알쿠트비, 메카의 마스지드 알하람에서 가르치며 오늘날의 이슬람학자들에게까지 영향을 미친 무하마드 알수말레 등이 있다.[24]
- 사이드(소말리어: Sayyid): 대부(大夫), 주인.[23] 이슬람 예언자 무하마드의 혈통을 가진 남자. 인정되는 혈통은 외손자 하산 이븐 알리, 후세인 이븐 알리의 후손, 딸 파티마 자흐라의 후손, 사위 알리 이븐 아비 탈리브의 후손이다.[25] 다라위시 운동에서 사용했는데, 그 대표적 지도자인 마하메드 캅둘레 하산이 사이드를 칭했다.[26]
- 샤리프(소말리어: Sharif), 복수형 아시라프(소말리어: Ashraaf):[27] 하산 이븐 알리의 후손들.[27] 샤리프 유수프 빈 아흐마드 알카우네인 같은 초기 이슬람 지도자도 샤리프로 불린다.[28] 샤리프 유수프는 북소말리아 최대의 이슬람 성인으로 꼽힌다.[29]
- 하지(소말리어: Hajji): 성지순례 하즈를 다녀온 사람의 경칭.[23]

## 관습역직
이하는 헤르(소말리어: xeer)라는 소말리인의 관습법에서 나타나는 역직들이다.
- 이슬란(소말리어: Islaan): 씨족장.[30] 14세기부터 아프리카의 뿔 지역을 지배하던 하르티 연맹이 18세기에 분열된 뒤에 출현했다. 씨족파편화, 지방분권화가 진행되면서 이슬란이라고 알려진 새로운 지도자들이 자기 동네에서는 과거 술단이 누리던 것 같은 위세를 누리게 되었다. 이슬란이 지배하는 씨족들은 술단국으로부터의 독립을 표방하기는 했으나 정치적이라기보다는 종교적인 직위였다.[31]
- 말라크(소말리어: Malakh): 전쟁 지도자. 남소말리아 지역에서 가장 큰 세력을 가진 라하눼인 씨족에서 주로 사용했고, 같은 지역의 다른 씨족들도 사용했다. 남자 두 명이 선택되어서 군사업무를 맡았다.[32]
- 아킬(소말리어: Akil): "현자"라는 뜻의 아랍어에서 비롯되었다.[1] 남자 장로들, 씨족장들에게 흔한 칭호다. 북부, 특히 소말릴란드에서 사용된다.[33]
- 오다이(소말리어: Oday), 복수형 오다얄(소말리어: Odayal): 문자 그대로 해석하면 "장로". 씨족장이나 재판관들에게 가장 흔한 칭호. 소말리인이 사는 지역 전체적으로 사용된다.[34][35]
- 헤르 베그티(소말리어: Heer begti) 또는 헤르 보게얄(소말리어: Heer boggeyal): 법학자 내지 헤르법 전문가.[35][36]
- 구르티얄(소말리어: Gurtiyal): 형사수사관.[35]
- 가르하지얄(소말리어: Garhajiyal): 헤르법 재판에서 변호인.[35]
- 무르카티얄(소말리어: Murkhatiyal): 헤르법 재판에서 증인.[35]
- 와라늘레(소말리어: Waranle): 헤르법을 집행하는 일선 경찰리.[35]

## 같이 보기
- 소말리아의 역사